# Волдемарс Рейнголдс
Андрейс Волдемарс Рейнголдс (латис. Andrejs Voldemārs Reinholds; 23 червня 1903 — 4 липня 1986) — латиський офіцер, лейтенант латиської армії, штурмбанфюрер військ СС. Кавалер Лицарського хреста Залізного хреста.

## Біографія
В 1920-39 роках служив в латиській армії. В 1941 році вступив в охоронну поліцію. В 1943 році перейшов у війська СС. В кінці війни разом з кількома товаришами втік в ліси, щоб продовжити боротьбу. Спочатку вони планували прорватись в Німеччину, проте були схоплені радянськими військами. Рейнголдс зміг вибратись з автомобіля і втекти, коли їх доставили на місце розстрілу. Переховувався в родичів, потім переїхав у Ригу, де працював електриком під вигаданим іменем Андрейс Островскіс. В Ризі познайомився з іншими колишніми легіонерами, один з яких здав його НКВС. 21 серпня 1948 року заарештований і засуджений до 25 років таборів. Утримувався в Воркутинському таборі. 21 серпня 1958 року амністований і повернувся в Ригу, де працював електриком до 1977 року. Продовжував підтримувати зв'язок з колишніми легіонерами, незважаючи на нагляд радянських спецслужб.

## Нагороди
- Залізний хрест
  - 2-го класу (24 жовтня 1943)
  - 1-го класу (16 лютого 1944)
- Німецький хрест в золоті (28 листопада 1944) — як командир 1-го батальйону 42-го гренадерського полку військ СС 19-ї гренадерської дивізії військ СС.
- Лицарський хрест Залізного хреста (11 травня 1945) — як командир 3-го батальйону 43-го гренадерського полку військ СС 19-ї гренадерської дивізії військ СС.